# Barry Spikings
Barry Spikings (ur. 23 listopada 1939 w Bostonie, Wielka Brytania) – brytyjski producent filmowy.
Laureat Oscara 1979 w kategorii: najlepszy film za Łowcę jeleni (wspólnie z Michaelem Cimino, Michaelem Deeleyem i Johnem Peverallem).

## Filmografia
jako producent:
- Honor pułku (1975) – reż. Michael Anderson
- Człowiek, który spadł na ziemię (1976) – reż. Nicholas Roeg
- Łowca jeleni (1978) – reż. Michael Cimino
- Texasville (1990) – reż. Peter Bogdanovich
- Ocalony (2013) – reż. Peter Berg